# Караџалар
Караџалар (мкд. Караџалар) је насеље у Северној Македонији, у источном делу државе. Караџалар је насеље у оквиру општине Радовиште.

## Географија
Караџалар је смештен у источном делу Северне Македоније. Од најближег града, Радовишта, насеље је удаљено 6 km северно.
Насеље Караџалар се налази у историјској области Јуруклук. Насеље је положено на јужним падинама планине Плачковице. Надморска висина насеља је приближно 680 метара.
Месна клима је планинска због знатне надморске висине.

## Становништво
Караџалар је према последњем попису из 2002. године био без становника.
Већинско становништво у насељу су били етнички Турци (100%). Они су се средином 20. века спонтано иселили у матицу.
Претежна вероисповест месног становништва био је ислам.